# 所憲佐
所 憲佐（ところ けんすけ、1951年7月11日 - ）は、兵庫県姫路市出身の元プロ野球選手（捕手）。右投左打。

## 来歴・人物
市川高等学校では、高校の通算打率.350、通算本塁打3本、盗塁刺殺率9割という強肩の持ち主だった。
1969年のドラフト会議で読売ジャイアンツに13位で指名され入団したが、一軍公式戦には出場できず。1980年に引退。
引退後、ブルペン捕手、一軍サブマネージャーを務め、長嶋茂雄・藤田元司・王貞治の各監督をサポートした。
現在は終身名誉監督付球団職員として、長嶋終身名誉監督のマネージャー役を務めている。

## 詳細情報

### 年度別投手成績
- 一軍公式戦出場なし

### 背番号
- 63 （1970年 - 1975年）
- 85 （1976年 - 1979年）
- 99 （1980年）